# Humphrey de Buckingham
 (juillet 2017).
Si vous disposez d'ouvrages ou d'articles de référence ou si vous connaissez des sites web de qualité traitant du thème abordé ici, merci de compléter l'article en donnant les références utiles à sa vérifiabilité et en les liant à la section « Notes et références ».
Titre
Comte de Buckingham
8 septembre 1397 – 2 septembre 1399
(1 an, 11 mois et 25 jours)
Humphrey de Buckingham (avril 1381 - 2 septembre 1399) est un pair anglais et membre de la Chambre des Lords.

## Biographie
Humphrey est le fils de Thomas de Woodstock, dernier fils d'Édouard III, et d'Éléonore de Bohun. Son père est assassiné mystérieusement sur ordre du roi Richard II en septembre 1397. Le roi confisque le titre de duc de Gloucester mais Humphrey n'est pas inquiété et succède à son père sans heurts comme comte de Buckingham. Il devient pupille de la couronne et accompagne Richard avec son cousin Henri de Monmouth en mai 1399 lors de sa campagne en Irlande. Ils séjournent à Kells.
Lorsque Richard est renversé par le père de Monmouth, Henri Bolingbroke, en août 1399, Bolingbroke envoie des hommes chargés de libérer les deux garçons et de les ramener à Londres. Humphrey meurt en chemin le 2 septembre 1399. Sa mère, Éléonore de Bohun, meurt de chagrin en apprenant la nouvelle. Il meurt sans héritier et le titre de comte de Buckingham est alors rattaché à la Couronne.